# Helge Fröschle
Helge Fröschle (* 1976 in Waiblingen) ist ein ehemaliger deutscher Handballspieler und -trainer.

## Karriere
Fröschles Heimatverein ist der TV Bittenfeld. 1995 kam er aus der Jugend in die 1. Mannschaft, welche damals noch in der Verbandsliga spielte. Hier stand er gemeinsam mit seinem älteren Bruder Henning im Kader. Für Bittenfeld spielte Fröschle sowohl in der 1. als auch in der 2. Mannschaft. Bereits vor dem Aufstieg aus der Oberliga in die Regionalliga 2004 wurde er in der 1. Mannschaft eingesetzt. Zwischenzeitlich war er für den SV Fellbach in der Oberliga aktiv, kehrte aber nach der Saison 2005/06 wieder nach Bittenfeld zurück. In der Saison 2006/07 wurde er beim TVB auch in der 2. Bundesliga eingesetzt. Seit 2007 spielt Fröschle für den SSV Hohenacker. In der Saison 2015/16 spielte Fröschle für die 2. Mannschaft des SSV in der Bezirksklasse. In der Saison 2016/17 spielte Fröschle in der 3. Mannschaft des SSV in der Kreisliga C. Ab 2017 gehörte er der neu gegründeten SV Hohenacker-Neustadt an.
Zum Rundenauftakt der Saison 2018/19 übernahm Fröschle den Posten des Co-Trainers der 1. Herrenmannschaft der SV Hohenacker-Neustadt in der Bezirksliga. Ab der Saison 2020/21 betreute er als Hauptübungsleiter die erste Mannschaft. 2023 trat er von seinem Traineramt zurück und nahm es eine Saison später wieder auf.

## Privat
Fröschle hat einen Abschluss als Dipl.-Ing. Ver- und Entsorgungstechnik.
Sein Bruder Henning Fröschle spielte ebenfalls Handball.